# Beleg van Brunswijk (1550)
Het Beleg van Brunswijk door hertog Hendrik de Jongere van Brunswijk-Wolfenbüttel in 1550 duurde van 14 juli tot 8 september en eindigde met de terugtocht van de troepen van de hertog.
In 1542 hadden de troepen van het protestantse Schmalkaldisch Verbond met behulp van de rijksstad Goslar en Brunswijk het vorstendom Brunswijk-Wolfenbüttel veroverd op de Rooms-katholieke hertog Hendrik de Jongere. De hertog werd gevangengenomen en vijf jaar lang vastgehouden door het Verbond. Pas nadat keizer Karel V het Verbond in 1547 tijdens de Schmalkaldische Oorlog had verslagen kon Hendrik de Jongere naar zijn vorstendom terugkeren. Brunswijk maakte officieel deel uit van territorium van hertog Hendrik, maar de stad had in feite een bijna volledig onafhankelijke positie binnen het vorstendom. Onderhandelingen tussen de hertog en de stadsraad over de privileges van de stad leidden tot niets en in 1548 weigerde de stadsraad het door de hertog ingevoerde Interim van Augsburg in te voeren. 
Uiteindelijk besloot de hertog om Brunswijk met geweld op de knieën te dwingen. De hertog verzamelde een leger en sloeg op 14 juli 1550 het beleg voor de stad. Beide zeiden probeerden elkaar de plundertochten en brandschattingen te verzwakken. Het kwam echter niet tot een beslissende slag. Na bemiddeling van andere vorsten en op last van de keizer trok de hertog zich op 8 september terug. De relatie tussen de hertog en de stad bleef vijandig. In 1553 probeerde Hendrik de Jongere Brunswijk nogmaals door middel van een beleg aan zich te onderwerpen.